# Centre Cívic Mestre Salvador Fàbregas
El Centre Cívic Mestre Salvador Fàbregas és un edifici modernista de Santa Maria de Palautordera (Vallès Oriental) protegit com a Bé Cultural d'Interès Local.

## Descripció
Es tracta d'un edifici amb tres façanes i una paret mitgera. La façana del c/ Doctor Robert dona accés a Ràdio Vitamènia, a la Disco Jove i al Centre cívic i a la façana del carrer Consolat de Mar al centre cívic i l'Àrea de Cultura i Joventut de l'Ajuntament de Palautordera. La tercera façana dona al pavelló municipal. La planta és rectangular i la coberta a dues vessants. Les façanes estan assentades sobre sòcol de pedra rematat per una faixa de totxo i al damunt arrebossades i pintades de color ocre. Els capcers estan recoberts de rajola de terra cuita. Als extrems sobresurten de la façana i al centre tenen un gran arc esglaonat. L'accés a l'edifici s'efectua per un cos més baix adossat a un lateral, també té el capcer amb arc esglaonat recobert de rajoles. Les obertures són grans d'arc rebaixat i ampit inclinat. Les de les façanes del carrer estan emmarcades per una motllura que arrenca de la línia d'imposta feta de totxo com l'arc i l'ampit. Aquesta motllura s'uneix amb un arc esglaonat que hi ha entre els dos buit. Les obertures de la façana que dona al pati són més senzilles. Les finestres només tenen totxo a l'arc i a l'ampit i les portes a l'arc.
Els elements formals són representatius del llenguatge de l'arquitectura modernista.
Aquest edifici ja era inclòs al Pla parcial de 1981.

## Història
Aquest petit edifici està situat junt a l'Ajuntament. Fou erigit com a escoles públiques, però després d'uns anys d'abandonament, ara és objecte de restauració.
Els seus elements formals, però no els decoratius, són típics de l'arquitectura del modernisme.